# Драугелис, Елизеюс
Елизеюс Драугелис (лит. Eliziejus Draugelis; 11 апреля 1888, Бардаускай — 8 октября 1981, Сан-Паулу) — литовский врач и политик.

## Биография

### Ранние годы
После окончания начальной школы в своём родном селении Елизеюс Драугелис поступил учиться в Мариямпольскую гимназию. В 1914 году он окончил медицинский факультет Московского университета.. Во время учёбы там он основал общество литовских католических студентов «Рута», став его первым председателем.
После начала Первой мировой войны Драугелис был мобилизован и работал врачом в Русской императорской армии. В 1917 году он стал членом Высшего литовского совета в России, базировавшегося в Воронеже, но в том же году был арестован и заключён большевиками в тюрьму, где пробыл месяц.

### Политическая карьера
В 1918 году Драугелис вернулся в Литву и стал первым бургомистром Мариямполе, пробыв на этом посту до 1919 года. 23 июля 1918 года он был избран членом Литовской Тарибы. В правительстве Эрнестаса Галванаускаса Драугелис возглавлял Министерство внутренних дел (1919—1920).
В 1919 году он стал одним из основателей Фермерского союза (лит. Ūkininkų sąjunga) и был его многолетним председателем. В 1920 году Драугелис был избран в Учредительный Сейм Литвы, а затем переизбран в сейм в 1922 и 1923 годах (во всех этих случаях он представлял Христианско-демократический блок). С 1923 по 1926 год он занимал пост секретаря Сейма Литвы третьего созыва.

### Медицинская карьера
После декабрьского переворота 1926 года Драугелис оставил политику и работал врачом. В 1926—1927 годах он возглавлял департамент здравоохранения и заведовал главным госпиталем в Каунасе. В 1929 году Драугелис был осуждён за коррупцию и отбывал тюремный срок с октября 1929 года по март 1930 года. В 1932—1940 годах он был директором психиатрической больницы в Калварии.
Во время немецкой оккупации он возглавлял клиники в Гижае и Кетурвалакяе. Незадолго до прихода в Литву Красной армии Драугелис отбыл в Германию, где работал главным врачом в различных лагерях литовских беженцев. В 1947 году он эмигрировал в Бразилию, где получил должность на медицинском факультете Университета Сан-Паулу. Он также трудился в частных больницах и лабораториях.